# Tramwaje w San Fernando
Tramwaje w San Fernando − zlikwidowany system komunikacji tramwajowej w mieście San Fernando w Trynidadzie i Tobago działający w latach 1840–1968.

## Historia
Linię tramwaju konnego uruchomiono w 1840. Początkowo linią przewożono tylko towary z plantacji cukru należącej do właściciela linii William Eccles. Od 5 marca 1859 na 6 km fragmencie linii z San Fernando do Sainte Madeleine rozpoczęto przewóz pasażerów. W kolejnych latach tramwaje konne zostały zastąpione przez tramwaje parowe. W 1864 rozpoczęto eksploatację linii do Princes Town. Cipero Tramway, jak nazywał się ten system, został przejęty przez państwowego operatora kolejowego i zlikwidowany w 1968. 